# Аржанта
Аржанта́ (фр. и окс. Argentat) — коммуна во Франции, находится в регионе Лимузен. Департамент — Коррез. Административный центр кантона Аржанта. Округ коммуны — Тюль.
Код INSEE коммуны — 19010.
Коммуна расположена приблизительно в 420 км к югу от Парижа, в 100 км юго-восточнее Лиможа, в 24 км к югу от Тюля.

## Население
Население коммуны на 2008 год составляло 3079 человек.
| 1962 | 1968 | 1975 | 1982 | 1990 | 1999 | 2008 |
| ---- | ---- | ---- | ---- | ---- | ---- | ---- |
| 3196 | 3256 | 3371 | 3234 | 3189 | 3121 | 3079 |

## Экономика
В 2007 году среди 1729 человек в трудоспособном возрасте (15-64 лет) 1286 были экономически активными, 443 — неактивными (показатель активности — 74,4 %, в 1999 году было 67,3 %). Из 1286 активных работали 1175 человек (607 мужчин и 568 женщин), безработных было 111 (59 мужчин и 52 женщины). Среди 443 неактивных 109 человек были учениками или студентами, 214 — пенсионерами, 120 были неактивными по другим причинам.

## Города-побратимы
- Бад-Кёниг (Германия, с 1982 года)
- Сакаль[фр.] (Сенегал, с 2002 года)

## Достопримечательности
- Усадьба Эйрьяль (1457 год). Памятник истории с 1968 года[3]
- Два амбара-конюшни, расположенные в одном здании (XVIII век). Памятник истории с 2002 года[4]
- Менгир, так называемый Ле-Грав-де-Ролан. Памятник истории с 1889 года[5]
- Замок Бак (XVI—XVII века). Памятник истории с 1966 года[6]

## Фотогалерея
- Аржанта
- Река Дордонь
- Церковь Сен-Пьер
- Коллеж
- Мост через реку Дордонь
- Плотина